# Léon Bollée Automobiles

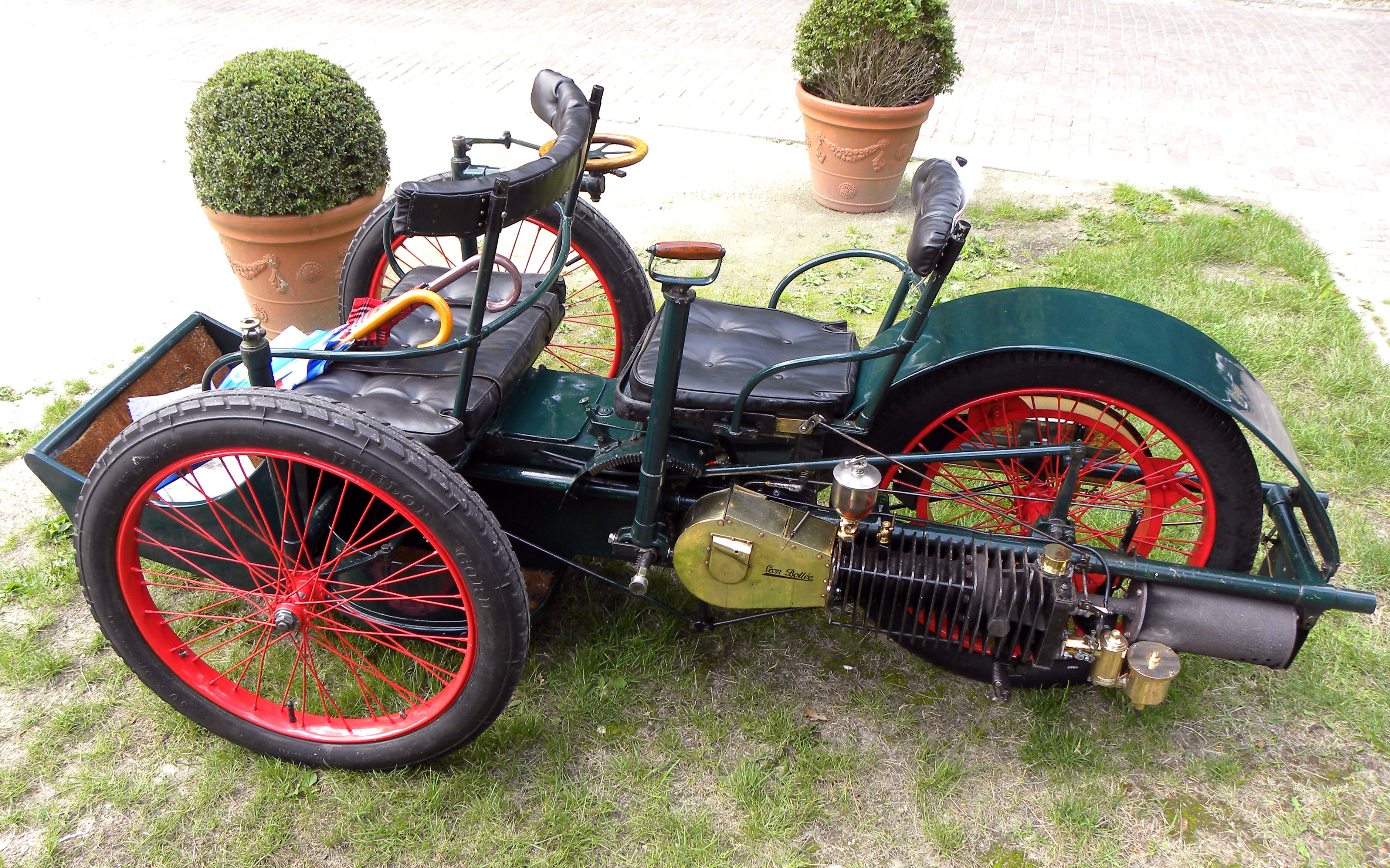
Voiturette

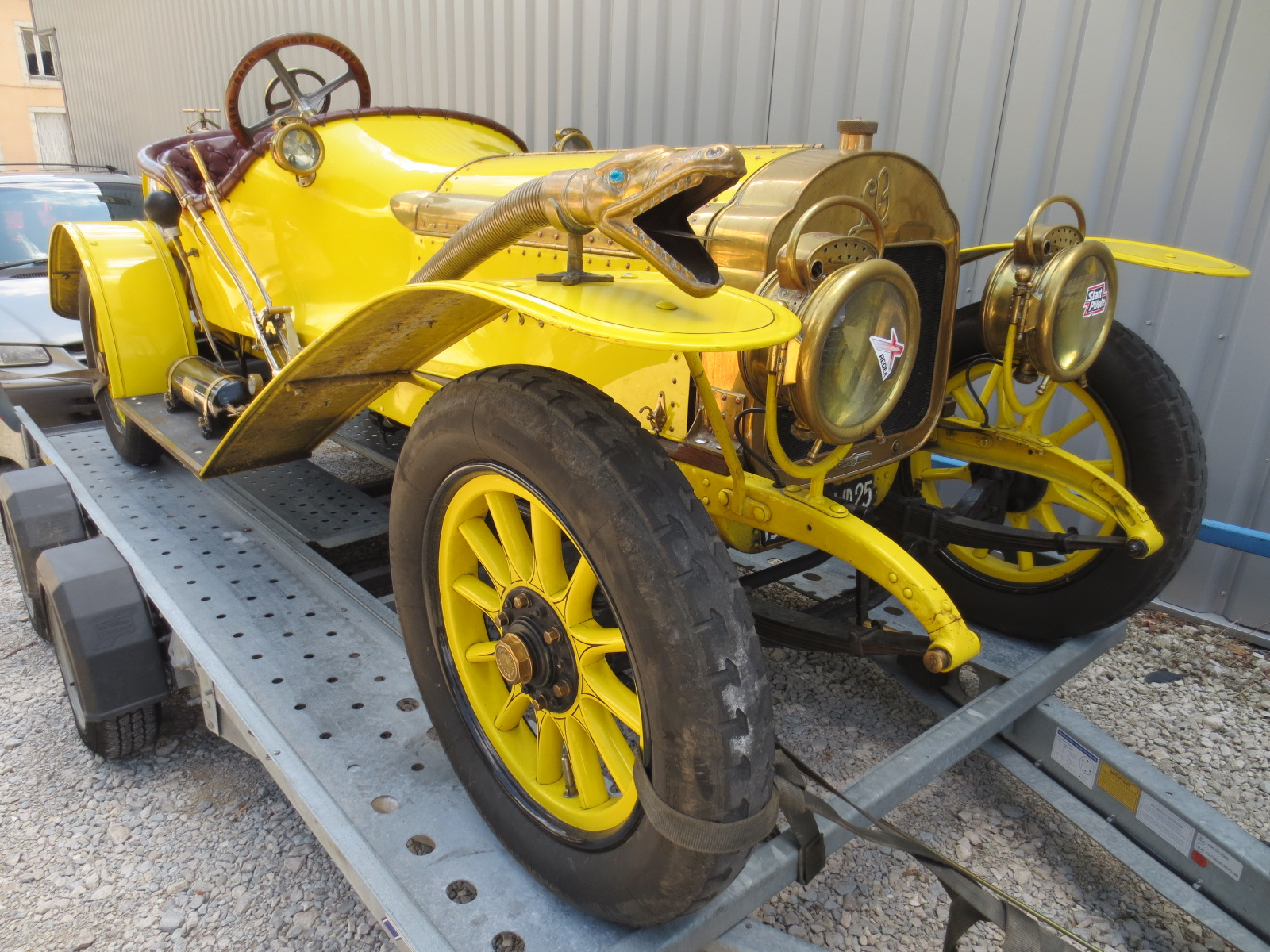
Deportivo G3 (1910), con carrocería Delaroche & Turquet, de Le Mans

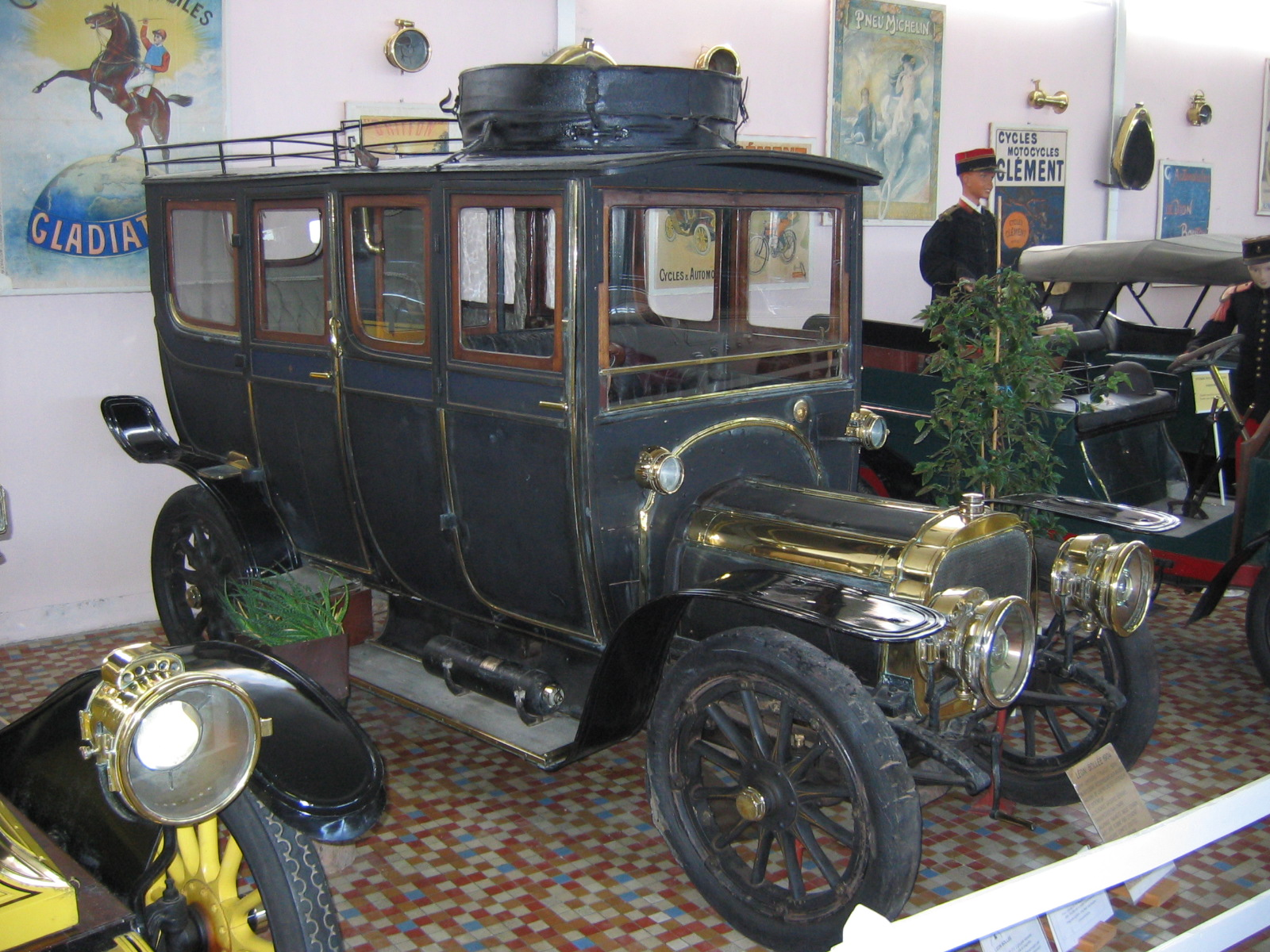
Limusina 20CV de 1904

Léon Bollée Automobiles fue una compañía fabricante de automóviles francesa. Fundada por Léon Bollée en 1905, se estableció en Le Mans. Su primer vehículo fue el "Voiturette".

## Historia
La familia Bollée, dedicada a producir automóviles, creó tres marcas:
- Vehículos de vapor, Amédée Bollée (padre), construidos entre 1873 y 1885.
- Coches con motor de gasolina, Amédée Bollée (hijo), construidos entre 1896 y 1923.
- Automóviles Léon Bollée, entre 1895 y 1931.

El primer "Voiturette" construido por Léon Bollée en 1895 era un tándem de tres ruedas, propulsado por un motor monocilíndrico de 3 CV y transmisión por correa. Estos coches se vendieron bien, y el taller de Hurtu & Diligeon produjo varios centenares para Léon Bollée. Solo los prototipos se construyeron en la fábrica de Le Mans.
La Ley de Locomoción que limitaba la velocidad de los vehículos motorizados a cuatro millas por hora en las carreteras públicas de Gran Bretaña fue revocada en 1896, y en noviembre de aquel año se organizó una carrera entre Londres y Brighton para celebrarlo, en la que participaron los hermanos Bollée en uno de sus pequeños coches "voiturette" con asientos en tándem "1-2".
El siguiente vehículo de Bollée apareció en 1899, un coche de cuatro ruedas con suspensión independiente, cuyo motor atrajo la atención en 1900 de Darracq, que lo utilizó en sus propios modelos.
En 1903 se construyó una nueva fábrica en Le Mans, en la que la compañía Léon Bollée Automobiles produjo dos modelos de cuatro cilindros: uno de 28 CV y 4.6 litros, y otro de 45 CV y ocho litros. Estos coches estuvieron equipados en 1907 con un motor de seis cilindros y en 1909 con uno de cuatro cilindros de 10/14 CV.
La gama de 1910 incluía nueve modelos, de los que dos eran de más de 10 litros de cilindrada. En 1911 fabricaba unos 600 coches al año.
Léon Bolée murió en 1913, pero el negocio continuó operando dirigido por su viuda. Durante la Primera Guerra Mundial, además de algunos coches, la empresa fabricó ametralladoras y munición. La producción automovilística se retomó plenamente en 1919, fabricándose el Tipo H de 2612 cc, seguido en 1922 por un modelo con motor de seis cilindros y 3918 cc.

## Morris-Léon Bollée
En 1924, Morris Motors Limited, después de no poder introducir inicialmente sus coches en Francia, hizo un segundo intento comprando la fábrica de Le Mans para fabricar automóviles con motores de cuatro cilindros muy similares a los Morris Cowley y Morris Oxford bullnose.
La nueva compañía  pasó a llamarse "Morris-Léon Bollée".
La empresa fue reorganizada por los directores enviados por Morris Motors desde la fábrica de Cowley, comenzando la producción de Morris-Léon Bollée a finales de 1925.
El primer coche, el Tipo MLB tenía un motor Hotchkiss de 12 CV y 2.5 litros. En 1928 apareció un modelo de 18 CV, equipado con un motor de ocho cilindros en línea de 3 litros, pero solo se fabricaron seis unidades.
A pesar de las dificultades para obtener componentes, la producción alcanzó los 150 coches por semana. Sin embargo, el mercado francés  no aceptaba fácilmente los coches fabricados por una compañía extranjera y las ventas no alcanzaron las expectativas previstas, deteniéndose la producción en 1928.
Morris Motors Limited era incapaz de rentabilizar la compañía francesa, y finalmente, en 1931, cerró la empresa y vendió sus acciones a una sociedad que gestionó la venta de los últimos coches producidos. Así acabó la historia de los automóviles Léon Bollée.